# Selecció de futbol de Letònia
La Selecció de futbol de Letònia és l'equip representatiu del país en les competicions oficials. La seva organització està a càrrec de la Federació Letona de Futbol, pertanyent a la UEFA.
El seleccionat de Letònia va néixer el 1922, després de la independència d'aquest país a la fi de la Primera Guerra Mundial. No obstant això, el 1942, Letònia va ser envaïda i annexada per la Unió de Repúbliques Socialistes Soviètiques. Posterior a aquest any, els jugadors d'origen letó jugaven a la selecció soviètica. Només el 1990, després del desmembrament de la Unión Soviètica i la independència dels països membres d'aquesta, la selecció de Letònia va tornar a jugar.
Dels tres Països Bàltics, és el més destacat en aquest esport, guanyant en 19 vegades la Copa Bàltica i sent l'únic a participar en l'Eurocopa (en 2004).

## Estadístiques
- Participacions en Copes del Món = 0
- Participacions en Eurocopes = 1
- Primera Eurocopa = 2004
- Millor resultat en l'Eurocopa = Primera fase (2004)
- Participacions olímpiques = 1
- Primers Jocs Olímpics = 1924
- Millor resultat olímpic = Sense medalles
- Primer partit (abans de la Unió Soviètica)

| Letònia | 1–1 | Estònia |
| ------- | --- | ------- |
|         |     |         |

 Riga, (Letònia)        
- Primer partit (després de la Unió Soviètica)

| Letònia | 2–0 | Estònia |
| ------- | --- | ------- |
|         |     |         |

 Klaipeda, (Lituània)        
- Major victòria

| Estònia | 1–8 | Letònia |
| ------- | --- | ------- |
|         |     |         |

 Tallinn, (Estònia)        
- Major derrota

| Suècia | 12–0 | Letònia |
| ------ | ---- | ------- |
|        |      |         |

 Estocolm, (Suècia)        

## Participacions en la Copa del Món
- 1930 - No participà
- 1934 - No participà
- 1938 - No es classificà
- Des de 1950 a 1990 - Formava part de la  URSS
- Des de 1994 a 2014 - No es classificà

## Participacions en l'Eurocopa
- Des de 1960 a 1992 - Formava part de la  URSS
- 1996 - No es classificà
- 2000 - No es classificà
- 2004 - Primera fase - 14é lloc
- Des de 2008 a 2016 - No es classificà

## Jugadors històrics
- Ēriks Pētersons
- Jānis Lidmanis
- Aleksandrs Koļinko
- Igors Stepanovs
- Vitālijs Astafjevs
- Māris Verpakovskis
- Andrejs Rubins
- Andrejs Prohorenkovs
- Marians Pahars